# Richard Maunier
Richard Maunier (* 8. Dezember 1977 in Fort-de-France, Martinique) ist ein ehemaliger französischer Leichtathlet, der sich auf den Sprint spezialisiert hat. Seinen größten Erfolg feierte er mit dem Gewinn der Goldmedaille über 4-mal 400 Meter bei den Halleneuropameisterschaften 2005 in Madrid.

## Sportliche Laufbahn
Erste internationale Erfahrungen sammelte Richard Maunier im Jahr 2005, als er bei den Halleneuropameisterschaften in Madrid mit der französischen 4-mal-400-Meter-Staffel in 3:07,90 min gemeinsam mit Rémi Wallard, Brice Panel und Marc Raquil die Goldmedaille gewann. Im Juni schied er bei den Mittelmeerspielen in Almería mit 46,95 s in der Vorrunde im 400-Meter-Lauf aus und gewann mit der Staffel in 3:04,84 min die Silbermedaille hinter dem spanischen Team. 2007 belegte er mit der Staffel bei den Halleneuropameisterschaften in Birmingham in 3:10,15 min den vierten Platz und 2008 schied er bei den Olympischen Sommerspielen in Peking mit 3:03,19 min im Vorlauf aus. 2010 verpasste er bei den Hallenweltmeisterschaften in Doha mit 3:11,40 min den Finaleinzug und 2013 beendete er seine aktive sportliche Karriere im Alter von 36 Jahren.

## Persönliche Bestleistungen
- 400 Meter: 45,76 s, 8. August 2004 in La Chaux-de-Fonds
  - 400 Meter (Halle): 47,15 s, 28. Februar 2010 in Paris